# Chrysopa nymphodes
Chrysopa nymphodes är en insektsart som beskrevs av Navás 1914. Chrysopa nymphodes ingår i släktet Chrysopa och familjen guldögonsländor. Inga underarter finns listade i Catalogue of Life.